# Arciprestazgo de Móstoles
El Arciprestazgo de Móstoles, es un arciprestazgo español que está bajo la jurisdicción del Obispado de Getafe y está compuesto por las siguientes parroquias:
| Parroquias                                  |
| ------------------------------------------- |
| Iglesia de Nuestra Señora de la Consolación |
| Iglesia del Divino Pastor                   |
| Iglesia de Nuestra Señora de la Asunción    |
| Iglesia de Nuestra Señora de la Esperanza   |
| Iglesia de San José Obrero                  |
| Iglesia de San Juan de Ávila                |
| Iglesia de San Martín de Porres             |
| Iglesia de Santa María de la Alegría        |
| Iglesia Virgen del Carmen                   |
| Iglesia de San Simón de Rojas               |